# 中央海軍訓練團
中央海軍訓練團（Central Navy Training Center，CNTC）是二战结束后国民政府军事委员会军政部在青岛设立的海军训练机构。於1945年創辦，至1947年被併入中華民國海軍官校。

## 历史
1945年10月22日，中国海军总司令陈绍宽飞抵青岛视察。此时美国第七舰队进驻青岛，驻军达3万余人。1945年11月第七舰队司令丹尼尔·巴贝与陈绍宽在重庆商定，以援华赠舰的名义派出海军顾问团帮助中国培训两栖登陆舰艇操控人员。负责接收华北敌伪海军的海军青岛区接收专员、军政部海军教导总队总队长唐静海选择青岛海阳路的日伪海军基地作为训练地点。1945年12月22日， 中央海军训练团在海阳路举行成立典礼，首批参加培训官兵共236人，第七舰队提供3艘坦克登陆舰，即日起开始正式训练。训练团由不隶属于海军总司令部，由军政部直管。
1945年12月28日，蒋介石解散了海军总司令部，传承了50年的闽系海军就此终结，代之以军政部海军处（陈诚兼处长）。蒋介石亲自兼任中央海军训练团团长，陈诚兼任副团长，海军处副处长周宪章少将兼任教育长，驻美海军武官林祥光上校调回任训练团主任负责具体工作，邓兆祥任副主任兼训练课长（1946年初受命带员赴英国接收重庆舰，副主任一职由陈赞汤中校接任）。美国海军顾问团第一批两栖训练班首席顾问为基廷上校，之后美方首席顾问为卡罗。1946年9月桂永清为海军代总司令。桂永清联合东北海军（青岛系）打击周宪章、林祥光等闽系。训练团成立一周年时蒋介石为周年纪念碑题词：“中华海军，继起多才，百年树人，值此始肇”，期望中央海军训练团能成为闽系海军之外的新海军的黄埔。到1947年1月，训练团共训练了中国海军军官300余名，士兵3,000余，美国海军顾问团完成使命陆续撤离了青岛。1947年2月，林祥光在青岛饭店邀请驻青岛的各舰长10多人预谋联名上书推翻桂永清，被桂的亲信训练团政治处长陶涤亚告发，桂永清先发制人以利用渔船捕捞海产和集体贪污的罪名，逮捕了林祥光等人送交军事法庭审讯，中央海军训练团主任一职由陈赞汤暂代。
训练团设在海阳路原青島德國海軍軍官俱樂部所在地（后将正门移至莱阳路），美国海军顾问制定了“一对一”的训练方法，即以美国舰长教中国舰长，轮机长教轮机长，士兵教士兵。训练内容分陆训和舰训两部分，先在陆上学习必要的专业知识，然后让受训官兵登上美国舰艇实际练习驾驶、停靠等操作方法，尽快掌握操纵技术。舰艇常在中国海域和内河航行，并进行登陆演习，最后经过一次独立远航考核结业。战术科目特别是合成战士科目没有进行。学制约20周。
1947年中央海军军官学校从上海迁青岛，合併中央海軍訓練團，成為中華民國海軍官校。